# Nicolas Vanier
Pour les articles homonymes, voir Vanier.
Nicolas Vanier, né le 5 mai 1962 à Dakar (Sénégal), est un aventurier, écrivain, réalisateur et conférencier français.

## Biographie

### Jeunesse
Nicolas Vanier est né à Dakar, au Sénégal, alors que son père y fait son service militaire. Il grandit en Sologne dans une ferme de 125 hectares, celle de son grand-père, qui lui a fait découvrir la nature,. Il fait ses études au lycée agricole de Montargis. Il est lauréat de la fondation Zellidja. Il suit ensuite une formation à l'Institut supérieur technique d'Outre-Mer (ISTOM), aujourd'hui École supérieure d'agro-développement international, où il obtient son diplôme.

### Expéditions et réalisations
Passionné par le Grand Nord dès l'adolescence, il commence ses expéditions en traversant à pied la Laponie en 1982.
En 1983, il entreprend une traversée en canoë dans le Grand Nord québécois depuis Schefferville jusqu'à la baie d'Ungava sur les traces des Indiens montagnais.
Il explore le grand nord canadien en traversant la péninsule du Nouveau-Québec-Labrador avec des traîneaux à chiens. Cette exploration fera l'objet d'un premier ouvrage, Grand Nord, et d'un documentaire télévisé pour Antenne 2, Le coureur des bois,.
En 1986 et 1987, il parcourt les montagnes Rocheuses et l'Alaska, en trois étapes, avec les moyens de locomotion traditionnels de ces régions.
En 1990 et 1991, il entreprend la traversée de la Sibérie, partant de Mongolie pour rejoindre l'océan Arctique, pour une expédition de 7 000 km.
En 1993, il retourne en Sibérie où il partage le quotidien d'une famille d'éleveurs nomades évènes.
De 1994 à 1995, il entreprend avec sa femme et sa fille, Montaine, alors âgée d'un an et demi, un voyage d'un an à travers les Rocheuses et le Yukon jusqu'en Alaska. Un long-métrage, L'Enfant des neiges, sort en salles en décembre 1995.
En 1998-1999, il entreprend l’Odyssée blanche, un voyage de 8 600 km en traîneau de chiens de Skagway (Alaska) jusqu’au Québec en moins de 100 jours.
En 2004, le premier film de Nicolas Vanier, Le Dernier Trappeur, sort au cinéma. Le film relate un an de la vie de Norman Winther, l’un des derniers trappeurs du Yukon canadien.
En 2005-2006, Nicolas Vanier parcourt son Odyssée sibérienne, un périple de 8 000 km et de 4 mois à travers la Sibérie, qu'il effectue à raison de 80 kilomètres par jour avec un attelage de dix chiens, d'Irkoutsk à Moscou. Le départ a lieu le 1er décembre 2005 sur les bords du lac Baïkal, et l’arrivée se trouvait en plein cœur de la Place Rouge.
En 2008, il tourne en Sibérie pour le film Loup, qui sort en salles en décembre 2009.
En décembre 2013, sort le film Belle et Sébastien, dont il est le réalisateur. Une avant-première au profit de la Société protectrice des animaux (SPA) est organisée à cette occasion.
Entre 2013 et 2014, Nicolas Vanier entreprend une traversée en traîneau à chiens de la côte Pacifique de la Sibérie jusqu’au lac Baïkal, en passant par la Chine et la Mongolie,,. Il en fait un film, L'Odyssée sauvage, sorti en DVD le 3 décembre 2014 et diffusé sur M6 pendant les fêtes de fin d’année.

### Engagements et projets

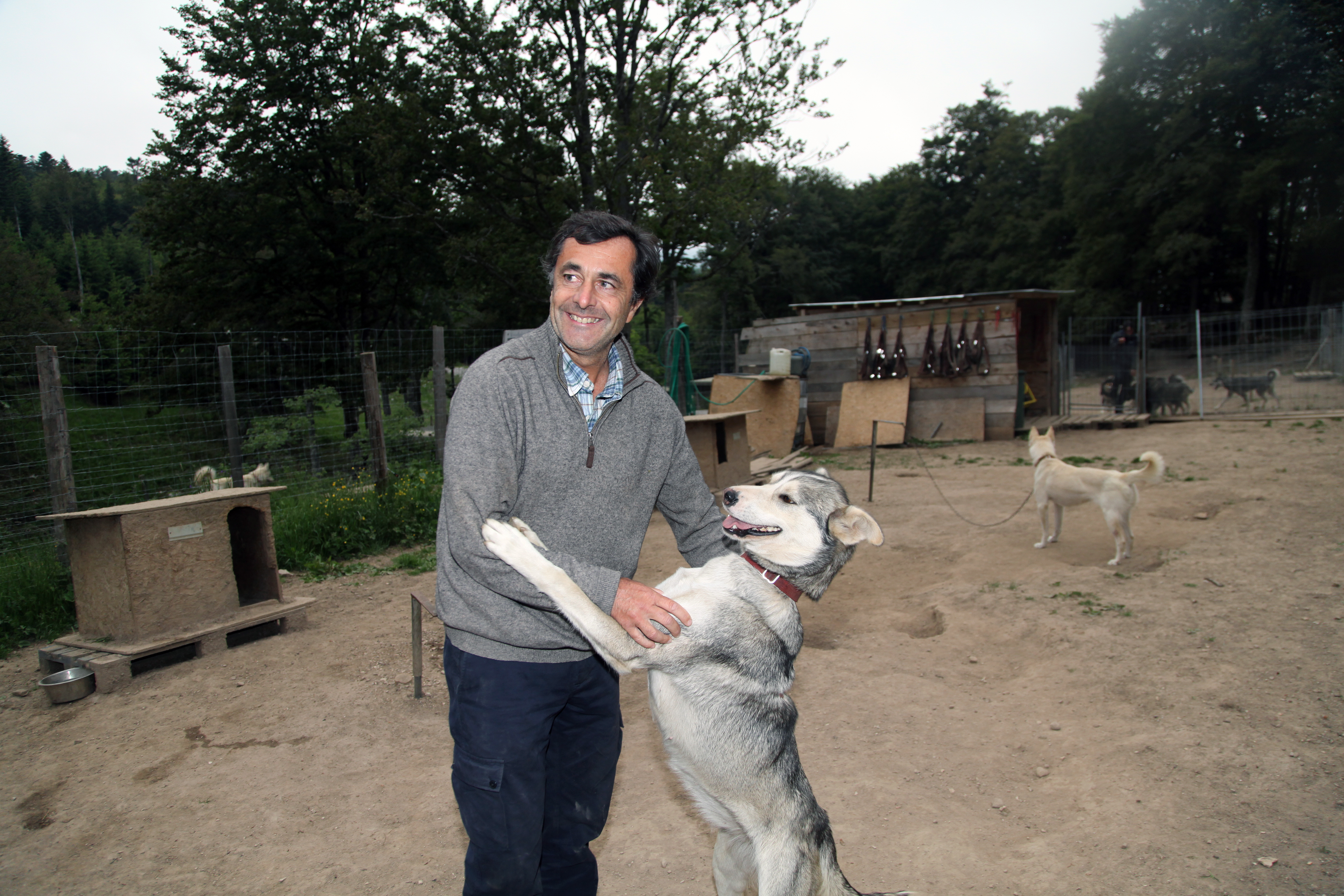
Nicolas Vanier et sa chienne Burka.

Il participe en 2000 à la mise en place de l'association Les Fauteuils glissants, qui a pour objet de rendre accessible aux personnes handicapées moteur la pratique de la randonnée en traîneaux à chiens dans le monde.
Nicolas Vanier est parrain de la Fondation IDEE dédiée aux épilepsies de l'enfant et de l'adolescent.
En 2009, ouvre le Camp Nicolas Vanier à Vassieux-en-Vercors, un lieu destiné à sensibiliser les visiteurs à l’environnement et à l’apprentissage des gestes concrets pour le préserver.
En 2009, Nicolas Vanier parraine L’école agit !, une initiative de l'éducation nationale qui vise à intégrer dans les programmes scolaires des projets liés à l’environnement et au développement durable[réf. souhaitée].
Depuis 2010, Nicolas Vanier parraine les trophées du tourisme responsable, un concours organisé par la SNCF qui décerne une récompense aux entreprises de tourisme respectueuses de l’environnement et des hommes. Une opération qui s'est exportée dans d'autres pays tels que le Liban, la Chine ou le Japon.
En juillet 2010, il présente, à la demande du groupe immobilier Nexity, un projet de tour « verte » dans le quartier de la Défense.
En septembre 2010, il bat plusieurs records du monde de vitesse FIA sur le circuit de Linas-Montlhéry au volant d’un prototype de formule 1 électrique, la Peugeot EX1,.
En 2011 et 2012, Nicolas Vanier réitère son parrainage aux trophées du tourisme responsable.
En 2013-2014, l’expédition l’Odyssée Sauvage est accompagnée d’un programme pédagogique d’éducation au développement durable proposé aux écoles françaises en collaboration avec Canopé et le Ministère de l’éducation nationale.

### Courses de chiens de traîneau
Les chiens de traîneau constituant l’un de ses principaux moyens de locomotion lors de ses expéditions, il participe en 1996 à la Yukon Quest, une course de 1 600 km à travers le grand nord canadien et l'Alaska, il finit la course 13e sur 28 attelages avant d'être disqualifié pour vol de sac. En fait à un point de ravitaillement, avec la fatigue et le manque de sommeil, Nicolas a confondu un de ses sacs avec le sac d'un autre concurrent (concurrent avec qui il avait préparé la course, et qui utilisait donc le même type de sac, et d'étiquette).[style à revoir][réf. souhaitée]
En 2003, il réitère sa participation à la Yukon Quest, mais il abandonne en début de course, n'ayant plus de chien de tête pour mener son attelage.
En 2005, il organise avec Henry Kam et Dominique Grandjean la Grande Odyssée Savoie Mont Blanc, une course de chiens de traîneau, première de cette envergure en Europe.
En 2015, il participe pour la troisième fois à la Yukon Quest, et arrive en 9e position.
Il participe en mars 2017 à l'Iditarod, une autre grande course de chiens de traineaux de 1 700 kilomètres en Alaska, et met fin à sa carrière de musher à l'issue de cette course.

## Controverses
Dans son documentaire L'enfant des neiges, Nicolas Vanier tue, pour défendre sa vie et celle de sa famille, un ours grizzly. Une polémique émerge au sujet de l'anthropocentrisme de Nicolas Vanier qui construit une cabane de trappeur sur le territoire de l'ours en connaissance de cause et qui y applique la loi de l'homme.
En 2014, le camp de chiens de traîneaux de Vanier à Vassieux-en-Vercors est fermé pour des raisons d'hygiène et de sécurité. Il envisage de porter plainte contre la SPA de Besançon qui l'accuse de maltraitances, affirmant que les accusations sont infondées, même s’il reconnaît que le camp est en surcapacité. Le vétérinaire soignant les chiens du camp dénonce une campagne calomnieuse menée contre Nicolas Vanier.
En juillet 2018, un pilote travaillant pour le compte de la société de production du film Donne-moi des ailes est accusé d'avoir causé la perte de 500 œufs de flamants roses lors de repérages en ULM au-dessus d'une zone protégée, dans les Salins d’Aigues-Mortes. Une plainte contre X est déposée et un communiqué de presse est envoyé par la production. Le tribunal correctionnel de Nîmes juge le dossier à partir du 7 mars 2025.

## Distinctions

### Prix
- Prix Maurice-Genevoix et Prix littéraire des grands espaces-Maurice Dousset pour Le chant du grand nord (2002)[33]
- Prix André-de-Saint-Sauveur (2006)[34]
- En 2012, l'ASPAS décerne à Nicolas Vanier le Trophée de plomb pour son attitude anti-écologique[35].
- En 2017, Coup de coeur Jeune Public printemps 2017 de l'Académie Charles-Cros avec Alexandra Markeas pour Le retour du loup[36].

### Décoration
- Chevalier de la Légion d'honneur (2005)[37]
- Officier dans l’ordre du mérite

## Filmographie

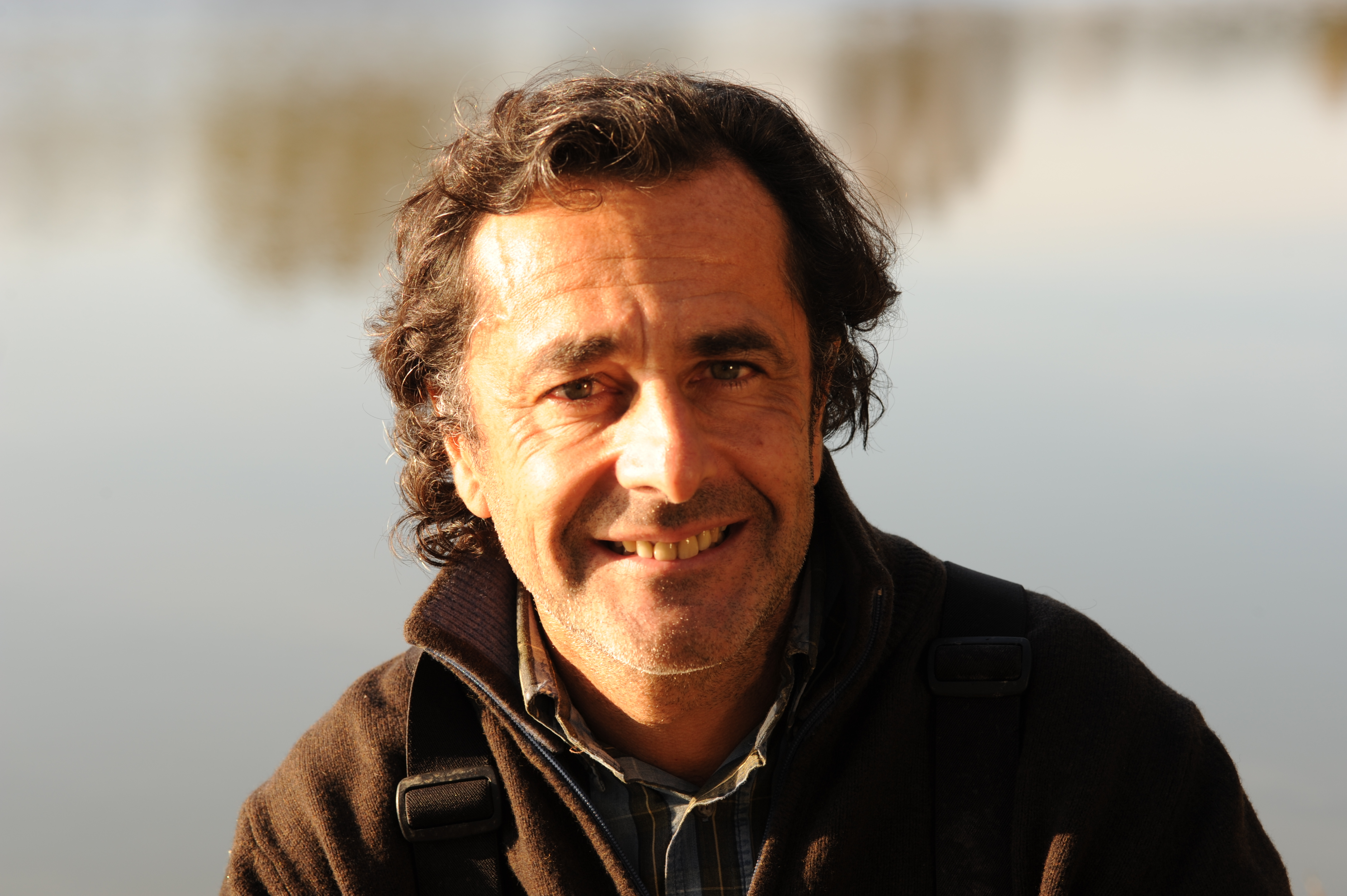
Nicolas Vanier en 2011.

### Courts métrages et documentaires
- 1985 : Coureur des bois
- 1988 : Caravane
- 1988 : Rivières ouvertes
- 1988 : Partage des eaux
- 1989 : La course des trappeurs au Labrador (documentaire)
- 1997 : Un hiver de chiens
- 2006 : Chiens des neiges
- 2007 : Grande Odyssée 2007
- 2013 : La dernière meute

### Longs métrages
- 1993 : Au nord de l'hiver
- 1995 : L'Enfant des neiges
- 1999 : L'Odyssée blanche (téléfilm)
- 2004 : Le Dernier Trappeur
- 2008 : Loup
- 2013 : Belle et Sébastien
- 2014 : L'Odyssée sauvage
- 2017 : L'École buissonnière
- 2019 : Donne-moi des ailes
- 2020 : Poly[38]
- 2022 : Champagne !
- 2024 : C'est le monde à l'envers ![39]

## Publications
- 1988 : Le Triathlon historique  (ISBN 978-2226034328)
- 1988 : Solitude nord  (ISBN 978-2092901656)
- 1992 : Transsibérie, le mythe sauvage  (ISBN 978-2742736539)
- 1993 : La Vie en nord
- 1994 : Solitudes blanches (roman)  (ISBN 978-2742731145)
- 1994 : Otchum, chef de meute  (ISBN 2-7324-2281-9)
- 1995 : L'Enfant des neiges (livre)  (ISBN 978-2290305720)
- 1997 : Un hiver  (ISBN 978-2732423753)
- 1997 : Nord (Album)
- 1997 : Robinson du froid  (ISBN 978-2744124310)
- 1998 : Le Grand Brâme  (ISBN 978-2266205078)
- 1998 : Destin Nord  (ISBN 978-2221087411)
- 1998 : Territoire  (ISBN 978-2830704631)
- 1998 : Taïga (réédition illustrée de Transsibérie)  (ISBN 2-7324-2453-6)
- 1999 : L'Odyssée blanche  (ISBN 978-2266162401)
- 2000 : C'est encore loin l'Alaska...  (ISBN 978-2226116918)
- 2001 : Le Chant du Grand Nord (deux tomes : le Chasseur de rêve  (ISBN 978-2266126809) et la Tempête blanche  (ISBN 978-2266126816)
- 2003 : Le Voyageur du froid  (ISBN 978-2842774981)
- 2004 : L'Or sous la neige (roman)  (ISBN 978-2266150859)
- 2004 : Le Dernier Trappeur : Making of
- 2004 : Le Dernier Trappeur (livre illustré pour enfants)
- 2006 : L'Odyssée sibérienne  (ISBN 978-2842777067)
- 2007 : Mémoires glacées  (ISBN 978-2845633575)
- 2008 : Loup (roman)  (ISBN 978-2845632578)
- 2008 : Loup (le livre des photos du films, Éditions du Chêne)
- 2009 : Loup (bande dessinée, avec Éric Stalner et Pierre Boisserie, éd. 12 bis)
- 2011 : L'Or sous la neige (bande dessinée, avec Éric Stalner et Jean-Marc Stalner au dessin, éd. 12 bis)  (ISBN 978-2266150859)
- 2011 : La Passion du Grand Nord (ses 30 années d'expéditions en photos, Éditions du Chêne)  (ISBN 978-2812303371)
- Le Grand Voyage
  - 2011 : Tome 1 - Mohawks et les Peuples d'en haut  (ISBN 978-2845634244)
  - 2012 : Tome 2 - La Quête de Mohawks  (ISBN 978-2845634251)
- 2013 : Belle et Sébastien  (ISBN 978-2845636293)
- 2014 : Avec mes chiens  (ISBN 978-2845637108)
- 2015 : La Grande Course  (ISBN 2-845-63819-1)
- 2016 : Les Pieds sur terre encyclopédie de la nature mois par mois
- 2017 : L'École buissonnière
- 2019 : Donne-moi des ailes  (ISBN 978-2-37448-116-6) XO Editions
- 2020 : Poly  (ISBN 978-2-37448-237-8) XO Editions